# Moulle
Moulle és un municipi francès situat al departament del Pas de Calais i a la regió dels Alts de França. L'any 2007 tenia 919 habitants.

## Demografia

### Població
El 2007 la població de fet de Moulle era de 919 persones. Hi havia 334 famílies de les quals 53 eren unipersonals (15 homes vivint sols i 38 dones vivint soles), 119 parelles sense fills, 131 parelles amb fills i 31 famílies monoparentals amb fills.
La població ha evolucionat segons el següent gràfic:
Habitants censats

### Habitatges
El 2007 hi havia 371 habitatges, 344 eren l'habitatge principal de la família, 11 eren segones residències i 16 estaven desocupats. 359 eren cases i 9 eren apartaments. Dels 344 habitatges principals, 282 estaven ocupats pels seus propietaris, 55 estaven llogats i ocupats pels llogaters i 8 estaven cedits a títol gratuït; 1 tenia una cambra, 9 en tenien dues, 42 en tenien tres, 93 en tenien quatre i 199 en tenien cinc o més. 310 habitatges disposaven pel capbaix d'una plaça de pàrquing. A 127 habitatges hi havia un automòbil i a 186 n'hi havia dos o més.

### Piràmide de població
La piràmide de població per edats i sexe el 2009 era:
| Homes | Edats   | Dones |
| ----- | ------- | ----- |
| 0     | 95 o +  | 0     |
| 0     | 90 a 94 | 0     |
| 0     | 85 a 89 | 8     |
| 8     | 80 a 84 | 0     |
| 12    | 75 a 79 | 28    |
| 20    | 70 a 74 | 20    |
| 16    | 65 a 69 | 24    |
| 20    | 60 a 64 | 4     |
| 20    | 55 a 59 | 8     |
| 28    | 50 a 54 | 28    |
| 32    | 45 a 49 | 32    |
| 44    | 40 a 44 | 52    |
| 24    | 35 a 39 | 40    |
| 36    | 30 a 34 | 32    |
| 24    | 25 a 29 | 28    |
| 12    | 20 a 24 | 24    |
| 76    | 15 a 19 | 32    |
| 32    | 10 a 14 | 40    |
| 36    | 5 a 9   | 20    |
| 32    | 0 a 4   | 24    |

## Economia
El 2007 la població en edat de treballar era de 606 persones, 419 eren actives i 187 eren inactives. De les 419 persones actives 377 estaven ocupades (220 homes i 157 dones) i 42 estaven aturades (12 homes i 30 dones). De les 187 persones inactives 73 estaven jubilades, 51 estaven estudiant i 63 estaven classificades com a «altres inactius».

### Ingressos
El 2009 a Moulle hi havia 362 unitats fiscals que integraven 981,5 persones, la mediana anual d'ingressos fiscals per persona era de 17.540 €.

### Activitats econòmiques
Dels 43 establiments que hi havia el 2007, 1 era d'una empresa extractiva, 1 d'una empresa alimentària, 2 d'empreses de fabricació d'altres productes industrials, 8 d'empreses de construcció, 3 d'empreses de comerç i reparació d'automòbils, 1 d'una empresa de transport, 7 d'empreses d'hostatgeria i restauració, 2 d'empreses financeres, 3 d'empreses immobiliàries, 2 d'empreses de serveis, 10 d'entitats de l'administració pública i 3 d'empreses classificades com a «altres activitats de serveis».
Dels 18 establiments de servei als particulars que hi havia el 2009, 1 era una oficina de correu, 1 una oficina bancària, 3 tallers de reparació d'automòbils i de material agrícola, 1 autoescola, 3 paletes, 1 guixaire pintor, 2 fusteries, 1 electricista, 2 perruqueries i 3 restaurants.
L'únic establiment comercial que hi havia el 2009 era una fleca.
L'any 2000 a Moulle hi havia 9 explotacions agrícoles que ocupaven un total de 400 hectàrees.

## Equipaments sanitaris i escolars
El 2009 hi havia 1 farmàcia i 1 ambulància.
El 2009 hi havia una escola elemental.

## Poblacions més properes
El següent diagrama mostra les poblacions més properes.